# Chrysolina philotesia
Chrysolina philotesia es un coleóptero de la familia Chrysomelidae.
Fue descrita científicamente en 1980 por Daccordi & Ruffo.